# Tala (moneda)

Bitllet de 20 tales.

El tala és la moneda oficial de Samoa. Normalment s'abreuja $, o WS$ per diferenciar-lo del dòlar dels Estats Units i d'altres tipus de dòlars; de vegades també s'usen els símbols SAT, ST o T. El codi ISO 4217 és WST. Se subdivideix en 100 sene. Tant el nom de la moneda com de la fracció són la versió samoana de l'anglès dollar i cent, per això el tala i el sene es continuen abreujant, respectivament, $ i ¢.
Es va adoptar el 1967 en substitució de la lliura samoana, a raó de 2 tala per lliura, i era equivalent al dòlar neozelandès (NZD), amb el qual va tenir un canvi fix paritari (1 WST = 1 NZD) fins al 1975.
Emès pel Banc Central de Samoa (en samoà Faletupe Tutotonu o Samoa, en anglès Central Bank of Samoa), en circulen monedes de 5, 10, 20 i 50 sene i d'1 tala (les d'1 i 2 sene foren retirades de la circulació), i bitllets de 2, 5, 10, 20, 50 i 100 tala. Cal destacar que el bitllet de 2 tala és fet de polímer, un plàstic especial, en comptes del paper acostumat.

## Taxes de canvi
- 1 EUR = 3,60673 WST (30 de juny del 2006)
- 1 USD = 2,83688 WST (30 de juny del 2006)